# Массовое убийство в станице Кущёвской
Массовое убийство в стани́це Кущёвской — убийство 12 человек (в том числе четырёх детей), произошедшее 4 ноября 2010 года в станице Кущёвской Краснодарского края и совершённое, по результатам расследования, членами ОПГ «Цапковские».
Другие названия: «Кущёвка», «Кущёвская резня», «Цапковская резня».

## Убийство
По признанию лидера ОПГ «Цапковские» Сергея Цапка досудебному следствию, от которого он отказался на суде, убийство в станице Кущёвской происходило следующим образом. В совершении преступления непосредственно участвовали: сам Сергей Цапок, Владимир Алексеев («Беспредел»), Андрей Быков, Сергей Карпенко («Рис-младший»), Вячеслав Рябцев («Буба», утверждал, что совершил самострел накануне убийства, чтобы не участвовать, и не участвовал, заключил сделку со следствием, «Новая газета» напечатала его мемуары. Утверждается, что Цапок не говорил правду, что следствием применялись пытки, вместо Рябцева участвовал другой неустановленный человек) и Игорь Черных («Амур»):

Мы знали, что в гости к Серверу Аметову приедет директор агрофирмы из Ростова Владимир Мироненко с семьёй, поэтому подождали, когда все выпьют и расслабятся. За ними мы следили из бинокля из припаркованной на соседнем участке машины. По нашим расчётам, Аметов и Мироненко должны были играть в бане в бильярд. Туда-то я вместе с Быковым и Алексеевым и отправился. С пушками, конечно, и ножами. Остальные двинулись в комнату, где сидели женщины и дети. Увидев нас, Аметов стал отбиваться кием. Я повалил его на пол, стал душить и ударил несколько раз ножом. Андрюха и Беспредел в это время убивали Владимира Мироненко.
Остальные ребята шерстили комнаты в доме и расправлялись с гостями. Двух дочек Мироненко — пяти и двух лет, и жену сына Сервера Аметова Лену затолкали в ванную, чтобы криков не услышали соседи.
Фермер мешал мне вести бизнес, подрывал мой авторитет. Поэтому я хотел, чтобы он мучился сам и видел, как мучаются его близкие. Мы выволокли его в зал — он ещё дышал, и на его глазах расправились с остальными. Потом бросили тела в одну кучу, а сверху, на гору трупов, положили девятимесячную Амиру — внучку Аметова. Она живая была, плакала. Тела облили бензином и подожгли. Посмотрели на часы и удивились — провернули всё минут за десять.

Выходя из дома, бандиты заметили убегающего мальчика — 14-летнего Пашу Касьяна. Его мать, соседка Аметовых, была у них в гостях, и подросток решил её поторопить — время было позднее. Быков выстрелил мальчику в спину и отволок в дом. Затем убийцы как ни в чём не бывало отправились в местное кафе «Малинки».

### Убитые
Были убиты
51-летний хозяин дома Серве́р Аме́тов,
его 48-летняя супруга Галина,
19-летняя невестка Елена и
её годовалая дочка Амира;
гости: Владимир Мироненко с супругой Мариной, дочерьми Алёной и Ириной, тестем и тёщей Виктором и Лидией Игнатенко.
Кроме того, преступники расправились с соседями Аметова, зашедшими в гости — 36-летней Натальей Касьян и её 14-летним сыном Павлом.

## Расследование

### Версии преступления
В результате расследования были выдвинуты следующие версии преступления :
- бытовая ссора гостей;
- заказное убийство бизнесмена В. Мироненко (остальные погибшие были убиты как нежелательные свидетели);
- передел собственности, нежелание С. Аметова платить дань рэкетирам;
- невозвращённый карточный долг С. Аметова;
- ритуальное убийство;
- кровная месть[12];
- разбойное нападение с целью хищения ценностей[12][13];
- ревность «по отношению к невестке Аметова некоего мужчины, который якобы не смог смириться с тем, что она не вышла за него замуж»[14];
- месть местных кавказцев сыну С. Аметова Джалилю, который якобы ранее сильно избил одного из их друзей[15];
- месть за убийство в 2002 году главаря ОПГ «Цапковские» Николая Цапка, заказанное, как возможно предполагали лидеры «Цапковских», семьей Аметовых[13][16].

Подозреваемые
По данному делу были арестованы[когда?] члены ОПГ «Цапковские», в их числе Сергей Цапок (лидер ОПГ), Вячеслав Цеповяз (сообщник Сергея Цапка по банде), Андрей Быков, Вячеслав Рябцев, Сергей Цеповяз, Игорь Черных, Владимир Запорожец, Алексей Гуров, Евгений Гуров, Вячеслав Скачедуб, Владимир Алексеев, Виталий Иванов, Сергей Карпенко и Игорь Майданюк.

### 2010 год
5 ноября
«После локализации пожара в частном доме в станице Кущёвская, в котором проживал фермер и его семья, обнаружены тела 12 погибших», — сообщил в пятницу агентству «Интерфакс-юг» источник в правоохранительных органах Кущёвского района Краснодарского края. По словам собеседника агентства, предположительно, в доме, где проживал фермер и его семья, отмечалось торжество, во время которого и произошёл пожар. Рассматриваются различные версии, в том числе и криминальная.
«По предварительным данным, смерть малолетнего ребёнка наступила от отравления угарным газом, ещё один задушен. Смерть остальных десяти человек наступила от нанесения им многочисленных колото-резаных ранений. Каждому из потерпевших причинено от трёх до десяти ран», — сообщил «Интерфаксу» в пятницу официальный представитель СКП РФ Владимир Маркин. «Учитывая особую жестокость и дерзость совершенного преступления, а также большое количество жертв, зампредседателя СК по Северо-Кавказскому и Южному федеральным округам Борис Карнаухов дал указание принять уголовное дело к производству Главному следственному управлению СК по Северо-Кавказскому и Южному федеральным округам», — отметил Владимир Маркин.
По указанию Генерального прокурора России Юрия Чайки прокурор Краснодарского края Леонид Коржинек выехал на место происшествия. На место также выехали заместитель председателя Следственного комитета по Северо-Кавказскому и Южному федеральным округам Борис Карнаухов и криминалисты.
После осмотра места происшествия и тел погибших в сгоревшем частном доме следственные органы возбудили уголовное дело по пунктам «а», «в» и «е» части 2 статьи 105 Уголовного кодекса Российской Федерации (убийство двух или более лиц, убийство малолетнего, совершенные общеопасным способом).
В свою очередь сотрудница пресс-службы ГУ МЧС РФ по Краснодарскому краю Марина Лебедь сообщила «Интерфаксу», что пожарным не поступало сообщение о возгорании в указанном доме. «Силы и средства МЧС не привлекались. Если и было возгорание, то чтобы замести следы преступления», — сказала Лебедь.
- 8 ноября

Председатель Следственного комитета Александр Бастрыкин вместе со следственной группой осмотрел дом, где было совершено убийство, а затем провел оперативное совещание, на котором заслушал доклады о первых результатах расследования. «На совещании председатель Следственного комитета подчеркнул, что поражён жестокостью совершенного преступления и потребовал от следователей и оперативных сотрудников приложить максимум усилий, использовать весь свой профессиональный опыт и новейшие криминалистические методы расследования для скорейшего раскрытия преступления и установления всех виновных», — сообщил ИТАР-ТАСС официальный представитель Следственного комитета РФ Владимир Маркин. В совещании участвовали руководители МВД, ФСБ и прокуратуры по Южному федеральному округу и Краснодарскому краю, а также заместитель председателя Следственного комитета по Северо-Кавказскому федеральному округу и Южному федеральному округу, следственная группа Главного следственного управления Следственного комитета по СКФО и ЮФО, в производстве которой находится уголовное дело.
- 10 ноября

Задержаны двое подозреваемых, которые предположительно, являются участниками бандитской группировки, действующей в Ростовской области. Ведется поиск третьего подозреваемого, брата одного из первых двух.
В деле об убийстве выделено пять основных версий, главная из которых — связь преступления с профессиональной деятельностью глав убитых семей.
- 11 ноября

Официальный представитель Следственного комитета (СК) Владимир Маркин назвал имена задержанных ранее троих подозреваемых. «По подозрению в совершении данного преступления задержаны жители станицы Кущёвская Алексей Гуров, 1986 года рождения, его брат Евгений, 1990 года рождения, а также Вячеслав Скачедуб, 1993 года рождения», — сообщил Владимир Маркин корреспонденту ИТАР-ТАСС. По его словам, при задержании и обысках по месту жительства подозреваемых были обнаружены наркотики.
В Краснодарском крае задержан четвёртый подозреваемый в убийстве 12 человек в станице Кущёвская.
«В ходе следственно-оперативных мероприятий задержан четвёртый подозреваемый в причастности к совершению убийства 12 человек в станице Кущёвская. Им оказался Игорь Майданюк, 1994 года рождения», — сообщил ИТАР-ТАСС официальный представитель Следственного комитета Владимир Маркин.
Следствие располагает данными о том, что убийцы использовали целый набор специальных средств: нервно-паралитический газ, ружье, стреляющее дротиками с транквилизатором, и, возможно, приборы ночного видения. Экипировка, тщательность плана, по которому действовали преступники, а также оставшиеся в доме ценности исключают возможность того, что это преступление было нужно только четырём сельским наркоманам. Именно поэтому поиски причастных к массовому убийству будут продолжены. Как говорят сыщики, теперь предстоит самое сложное — найти тех, кто заказал и тщательно спланировал убийство 12 человек.
- 12 ноября

Кущёвский районный суд вынес решение об аресте троих подозреваемых в причастности к преступлению, в отношении братьев Алексея и Евгения Гуровых, Игоря Майданюка и Вячеслава Скачедуба была избрана мера пресечения в виде заключения под стражу сроком на три месяца.
Следователи продолжают допросы подозреваемых, проводят дополнительные осмотры места преступления и другие следственные действия. В ходе дополнительных осмотров на месте преступления изъяты девять отпечатков пальцев рук, не принадлежащих ни одному из убитых.
- 13 ноября

В Ростове-на-Дону на улице Портовой в доме 364, в 80 км от станицы Кущёвская, был задержан 34-летний Сергей Цапок — предполагаемый главарь организованной преступной группировки, терроризировавшей станицу Кущёвскую. Следователи считают, что именно он — заказчик этого преступления. В этот же день был задержан 33-летний Сергей Цеповяз, предполагаемый организатор преступления. По данным движения «Солидарность» — Сергей Цапок и Сергей Цеповяз являются членами «Единой России». Сергей Юрьевич Цеповяз был избран в совет 4 созыва по Раздольненскому избирательному округу. В администрации района эту информацию подтверждают.
Во время допроса с Цеповязом случилась истерика.
- 17 ноября

Губернатор Краснодарского края Александр Ткачев заявил на заседании регионального Совбеза о том, что массовое убийство в Кущёвской раскрыто.
- 18 ноября

Основные версии убийства 12 человек в станице Кущёвская — кровная месть и разбойное нападение. Об этом после заседания Комитета Госдумы по безопасности, на котором обсуждалась ситуация в станице, сообщил председатель Следственного комитета РФ Александр Бастрыкин.
- 20 ноября

В аэропорту города Ростова-на-Дону следователями Следственного комитета, сотрудниками ГУВД по Краснодарскому краю и ФСБ России задержаны новые подозреваемые в массовом убийстве, это 31-летний Андрей Быков и 24-летний Сергей Карпенко.
Сергей Цапок и его мать Надежда Цапок госпитализированы с нервным срывом.
- 22 ноября

И. о. председателя следственного комитета России Александр Бастрыкин встретился с жителями Кущёвской.
В международный розыск объявлены ещё двое подозреваемых по делу об убийстве 12 человек в станице Кущёвская (Алексеев и Рябцев) — сообщил глава следственного управления Следственного комитета России по Южному федеральному округу Илья Лазутов.
- 24 ноября

В ходе спецоперации был задержан ранее судимый Игорь Черных по кличке Амур (1965 года рождения). «Следствием Черных рассматривается как один из самых жестоких соисполнителей убийства 12 человек. Поэтому в интересах следствия его имя и сам факт его участия в этом жестоком преступлении ранее не разглашался», — заявил представитель СКП Владимир Маркин. В суд направлено ходатайство об избрании в отношении Черных меры пресечения в виде заключения под стражу. Кроме того, задержан руководитель подразделения Центра по противодействию экстремизму ГУВД Краснодарского края в станице Кущёвская Александр Ходыч. «По месту жительства и в служебном кабинете сотрудника милиции следователи следственного управления Следственного комитета по Краснодарскому краю проводят обыски и другие следственные действия», — сообщил Маркин. В отношении Ходыча возбуждено уголовное дело по статье УК РФ «Превышение должностных полномочий». По имеющейся информации, высокопоставленный сотрудник милиции являлся кумом Сергея Цапка, который подозревается в организации массового убийства в станице.
- 25 ноября

Решением Ессентукского городского суда арестован ранее задержанный по подозрению в соучастии массового убийства 45-летний Игорь Черных по кличке Амур, ранее судимый.
- 29 ноября

Официальный представитель Следственного комитета России Владимир Маркин по окончании заседания комитета по правовым и судебным вопросам Совета Федерации заявил, что установлены все десять исполнителей этого убийства, восемь из них арестованы, двое объявлены в международный розыск.
- 2 декабря

Сергей Цапок начал сотрудничать со следствием. «Его признания уже помогли правоохранителям раскрыть пять тяжких и особо тяжких преступлений, совершенных с начала 2000 годов в станице Кущёвской», — уточнил представитель следствия корреспонденту ИТАР-ТАСС. Полпред президента РФ в Северо-Кавказском федеральном округе, вице-премьер Александр Хлопонин считает, что угроза существования криминальных анклавов есть и в других регионах России, в частности, не только на Кавказе, но и в Сибири. «Надо внимательно следить за ситуацией, проверять поступающие сигналы, может быть, поднять и прежние дела», — считает он.
- 9 декабря

На Украине в городе Бердянске Запорожской области по подозрению в массовом убийстве в станице Кущёвская задержаны объявленные в международный розыск 31-летний Вячеслав Рябцев (Тихий Буба) и 30-летний Владимир Алексеев (Вова Беспредел).
- 17 декабря

Генеральная прокуратура России направила Украине запросы о выдаче Владимира Алексеева и Вячеслава Рябцева. «Генеральная прокуратура РФ направила в компетентные органы Украины запросы о выдаче граждан России Владимира Алексеева и Вячеслава Рябцева для привлечения к уголовной ответственности на территории Российской Федерации. Они обвиняются в совершении преступлений — в убийстве двух и более лиц, в том числе малолетних, группой лиц по предварительному сговору», — сказала представитель Генпрокуратуры РФ Марина Гриднева.
- 22 декабря

Председатель Следственного комитета Александр Бастрыкин провел оперативное совещание в станице Кущёвская, где дал высокую оценку работе следственно-оперативной группы и поручил «более тщательно и скрупулёзно проводить следственные действия по этому уголовному делу».
- 30 декабря

В станице Кущёвской назначен новый начальник районного ОВД — полковник милиции Александр Сокрутенко. До него этот пост занимал Виктор Бурносов, который был снят по совместному решению губернатора и начальника ГУВД.

### 2011 год
11 января решением Ессентукского городского суда был продлен срок содержания под стражей Сергею Цапку — одному из фигурантов дела о массовом убийстве в станице Кущёвская.
18 января решением суда был арестован Вячеслав Цеповяз, подозреваемый в совершении преступлений по статьям УК РФ «Покушение на убийство», «Угон машины», «Хищение оружия» и «Кража».
20 января, по сообщению официального представителя Генпрокуратуры Марины Гридневой, Украина дала согласие на выдачу гражданина РФ Вячеслава Рябцева, обвиняемого по делу о массовом убийстве в станице Кущёвская Краснодарского края.
23 января в следственном изоляторе Новороссийска попытался покончить жизнь самоубийством член «Кущёвской ОПГ Цапков» Виталий Иванов, обвиняемый в убийстве трёх человек. Он нанёс себе лезвием бритвы порезы на запястье левой руки и на животе и впоследствии пояснил, что хотел таким образом избежать уголовной ответственности. Виталий Иванов с Владимиром Алексеевым и Игорем Черных подозреваются в совершении убийства Анатолия Смольникова в станице Кущёвской в ноябре 2008 года, а также в расстреле отца и сына Богачёвых в станице Кущёвской в сентябре 2003 года.
31 января Вольнянский районный суд Украины не удовлетворил просьбу одного из задержанных (кто из двоих — Сергей Рябцев или Владимир Алексеев — не уточняется) по обвинению в убийстве 12 человек в станице Кущёвской отменить его экстрадицию в Россию.
9 февраля задержанный на Украине по делу о массовом убийстве Вячеслав Рябцев (Тихий Буба) был экстрадирован в Россию. «Ему предъявлено обвинение в совершении убийства в соучастии с другими лицами. Он допрошен и дал показания, в которых подтвердил причастность к совершенному преступлению», — заявил представитель СК Владимир Маркин.
8 марта Украина передала российской стороне ещё одного соучастника массового убийства в станице Кущёвской Краснодарского края — гражданина России Владимира Алексеева по прозвищу Вова Беспредел.
16 апреля Виталий Иванов признался в совершенном в 2003 году убийстве предпринимателей Богачёвых.
11 мая Краснодарский суд признал незаконным увольнение начальника краевого центра по противодействию экстремизму Александра Богданова, уволенного после событий в станице Кущёвская. Решением суда было установлено, что преступления банды Цапка не связаны с экстремистской деятельностью.
6 июня прокуратура Краснодарского края направила в суд уголовное дело в отношении Надежды Цапок (генерального директора и учредителя ОАО «Артекс-Арго» и матери Сергея Цапка), обвиняемой в совершении мошенничества в особо крупном размере, выразившееся в хищении бюджетных средств организованной группой, в которой она определила себе роль руководителя, а непосредственное совершение преступных действий, в том числе и выполнение подписей от своего имени, поручила подчинённым сотрудникам.
30 июня в следственном изоляторе Краснодара покончил с собой, повесившись на простыне, Виталий Иванов.
4 июля заседание суда по делу о получении Надеждой Цапок незаконного кредита от государства с помощью поддельных документов на развитие собственной компании «Артекс-Агро», было сорвано из-за того, что её адвокат Александр Куюмджи не явился в зал суда. Следующее заседание суда было назначено на 13 июля.
6 июля следователи выпустили из тюрьмы Сергея Цеповяза, так как установило, что Цеповяз не причастен к массовому убийству в Кущёвской. Он вышел под подписку о невыезде. В действиях районного депутата следствие усматривало только состав преступления, предусмотренный статьёй 316 УК РФ — «заранее не обещанное укрывательство особо тяжких преступлений», которое относится к категории преступлений небольшой тяжести.
13 июля в Кущёвском районном суде начались слушания по делу Надежды Цапок.
20 июля Кущёвский районный суд приговорил к 4,5 годам лишения свободы в воспитательной колонии 17-летнего Игоря Майданюка — одного из участников преступной группировки «цапков». Майданюк обвинялся по статьям «пособничество в умышленном причинении лёгкого вреда здоровью», «нанесение побоев», «неправомерное завладение автомобилем» и «незаконный оборот наркотиков». В ходе следствия было установлено, что подсудимый не был причастен к убийству 12 человек в станице Кущёвская в ноябре 2010 года.
1 августа фигурант дела об убийстве 12 человек в доме фермера из станицы Кущёвская Сергей Карпенко, который, по версии следствия, лично убил половину из них, покончил с собой в СИЗО.
18 августа приговором суда гендиректор и учредитель сельхозпредприятия «Артекс-арго» Надежда Цапок признана виновной в мошенничестве, и ей назначено наказание в виде 3 лет лишения свободы.
18 октября лидера ОПГ «Цапковские» Сергея Цапка и Владимира Алексеева (Вова Беспредел) привезли в станицу Кущевскую из СИЗО Владикавказа для проведения следственного эксперимента.
16 ноября в Следственном комитете России сообщили о завершении расследования уголовного дела в отношении одного из членов «банды Цапка» — Андрея Быкова, обвиняемого в причастности к убийствам 16 человек, в том числе к групповому убийству в станице Кущёвская. По результатам расследования Быкову было предъявлено обвинение по статьям «Бандитизм», «Разбой», «Убийство», «Подделка или уничтожение идентификационного номера транспортного средства», «Умышленные уничтожение или повреждение имущества», «Неправомерное завладение автомобилем или иным транспортным средством без цели хищения», «Незаконный оборот оружия».
12 декабря в Краснодарском краевом суде начались прения сторон по уголовному делу Андрея Быкова. Прокурор на процессе попросил приговорить Андрея Быкова к 20 годам лишения свободы, при этом первые 15 лет Быков должен провести в тюрьме, а затем ещё 5 лет — в исправительной колонии строгого режима.
27 декабря Краснодарский краевой суд назначил 32-летнему Андрею Быкову наказание в виде 20 лет лишения свободы. Помимо этого, сообщник Цапка должен выплатить всем потерпевшим более 2 миллиардов рублей.

### 2012 год
30 января, в последний день 10-дневного срока подачи апелляции, Андрей Быков написал кассационную жалобу на смягчение приговора.
13 февраля суд над организатором массового убийства в Кущевской был отложен на неопределённый срок из-за того, что родственники Сергея Цапка потребовали проведения независимой психиатрической экспертизы.
17 февраля было завершено расследование уголовного дела в отношении участника банды «цапков» Вячеслава Рябцева. Уголовное дело направлено в Краснодарский краевой суд для рассмотрения.
31 мая суд вынес решение о назначении наказания бывшему муниципальному депутату от фракции «Единая Россия» Сергею Цеповязу в виде штрафа в размере 150 000 рублей, по статье 316 УК РФ — «укрывательство преступления», максимальная санкция по которой — лишение свободы на два года.

### 2013 год
19 ноября Краснодарский краевой суд приговорил Сергея Цапка, Владимира Алексеева и Игоря Черных — к пожизненному заключению с отбыванием наказания в колонии особого режима. Вячеслав Цеповяз приговорён к 20 годам, Николай Цапок к 20 годам и Владимир Запорожец к 19 годам.

### 2014 год
4 июля прокуратура Краснодарского края сообщила о том, что в одиночной камере следственного изолятора № 1 УФСИН России по Краснодарскому краю совершил самоубийство член банды Цапка — Игорь Черных. 7 июля в медсанчасти СИЗО Краснодара был найден мёртвым главарь банды — Сергей Цапок. Причина смерти — острая сердечная недостаточность. Некоторые жители станицы посчитали смерть Сергея Цапка инсценировкой и требовали генетической экспертизы останков.

## Реакция
Президент РФ Дмитрий Медведев
25 ноября 2010 года. Первый заместитель руководителя администрации президента России Владислав Сурков заявил, что в среду (24 ноября) в ходе встречи Дмитрия Медведева с лидерами парламентских партий поднимался вопрос о ситуации в Краснодарском крае в связи с трагическими событиями в Кущёвском районе. «Президент отметил, что губернатор Александр Ткачёв продолжит работу на своем посту. Никакие новые кандидатуры на его место не рассматриваются».
30 ноября 2010 года. В послании общественной палате Медведев объявил о снятии с должности начальника ГУВД Краснодарского края генерала Сергея Кучерука, при этом название «Кущёвская» не прозвучало.
2 декабря 2010 года. Дмитрий Медведев поручил губернатору Краснодарского края Александру Ткачеву и полпреду главы государства в ЮФО Владимиру Устинову провести проверки в краевой администрации и выявить чиновников, ответственных за существование Кущёвской банды. «Поручаю губернатору и полномочному представителю президента провести необходимую проверку всех, кто должен был следить за текущей ситуацией в области управления, всех, кто докладывал и, наоборот, не докладывал о сложившейся ситуации, и по результатам этой проверки представить мне предложения об ответственности причастных лиц», — заявил президент.
21 февраля 2011 года. Дмитрий Медведев на Всероссийском совещании руководителей правоохранительных структур в числе прочих вопросов коснулся и вопроса об организованной преступности, где о существовании бандитов в станице было известно, но меры не принимались. «С криминальными группировками в регионах нужно последовательно и жёстко разбираться. Не своих защищать, а последовательно и жёстко разбираться. Зачастую логика поведения руководителей исполнительной власти сводится к следующему: наши сигнализировали, но ничего не предпринималось. Поэтому нужно прямо фиксировать в протоколах все вопросы, которые возникают у вас в территориях. В противном случае спрашивать придется с руководителей регионов», — сказал Дмитрий Медведев. Также президент, по представлению руководителя ФСБ Александра Бортникова, подписал указ об освобождении от должности заместителя директора ФСБ генерал-полковника Вячеслава Ушакова и увольнении его с военной службы с формулировкой «недостатки в работе и нарушение служебной этики». Указ подписан.
Премьер-министр РФ Владимир Путин
16 декабря 2010 года Владимир Путин в ходе программы «Разговор с Владимиром Путиным. Продолжение» по поводу событий в Кущёвской заявил, что происшедшее есть результат провала всей системы правоохранительных органов. «Что касается ужасной ситуации в Кущёвской, да и в Гусь-Хрустальном, то здесь дело не только в органах внутренних дел, дело в том, что все органы власти оказались несостоятельными», «А где прокуратура, ФСБ, ФСКН, суды? Я считаю, что это провал всей системы правоохранения. А местные, региональные органы власти где были, они что, ничего не видели?», «Это ещё один сигнал, чтобы общество встряхнулось, и сама власть встряхнулась на всех уровнях, в том числе на федеральном, и внимательнее посмотрели, что у нас происходит в регионах».
Губернатор Краснодарского края Александр Ткачёв
8 ноября 2010 года. Александр Ткачёв: «Мы разговаривали с президентом страны по телефону, он следит за ходом расследования. Ведь подобной ситуации не было в стране давно. Всех надо жестоко наказать».
9 ноября 2010 года. Местные власти решили помочь правоохранительным органам. В Краснодарском крае создан специальный фонд, будет выплачено вознаграждение за любую информацию о подозреваемых. «Если мы получим информацию, которая будет полезна для раскрытия этого страшного преступления, эти люди получат вознаграждение миллион рублей. Я гарантирую, что эти деньги будут полностью выплачены», — пообещал губернатор Александр Ткачёв.
17 ноября 2010 года. Александр Ткачёв заявил на заседании регионального Совбеза о том, что массовое убийство в Кущёвской раскрыто.
19 ноября 2010 года. На сельском сходе в станице Кущёвской, возглавляемом губернатором Краснодарского края Александром Ткачёвым, последний заявил жителям Кущёвской, что преступление раскрыто и призвал их ничего не бояться. «Я уверен, что все, кто к нему причастен, получат по заслугам». Также Ткачёв заявил, что у задержанных по уголовному делу о массовом убийстве могут быть связи в Москве и за границей, и они могут откупиться от наказания. Губернатор заявил:
Если они откупятся от наказания, я уйду.— 
28 декабря 2010 года. Александр Ткачёв в интервью «России-24» заявил, что все участники массового убийства в Кущёвской получат по полной программе. «Нас очень серьёзно подкосила трагедия в станице Кущёвская. Каждый житель края пропустил через себя эту боль. Но убийство будет раскрыто, а его участники получат своё по полной программе» — заявил губернатор. Также Ткачёв напомнил, что это дело стоит на контроле у президента и генерального прокурора, а в станице Кущёвской работает бригада федеральных органов власти.
7 июля 2011 года. Александр Ткачёв во время онлайн-общения с жителями Кубани прокомментировал освобождение из СИЗО Сергея Цеповяза: «Хочу сразу заявить, Сергей Цеповяз причастен к преступлению. Правоохранительные органы, основываясь на статье „Заранее не обещанное укрывательство преступления“, выпустили его под домашний арест. Но этот человек находится под следствием, и он пойдет под суд. Кроме того, в материалах дела фигурирует два Цеповяза. И вина ни с кого не снята. Давайте дождемся завершения следствия».
Вице-губернатор Краснодарского края Мурат Ахеджак
Мурат Ахеджак с 2002 по 2010 год был заместителем главы администрации Краснодарского края. Он курировал все вопросы внутренней политики, в том числе — СМИ и взаимодействие с правоохранительными органами. По должности именно Ахеджаку поступало большинство жалоб о беспределе Цапковской ОПГ. Подписи его подчиненных стоят на многих формальных ответах от властей. Но длительное время вице-губернатор находился на больничном, а в декабре 2010 года, спустя месяц после произошедшего в Кущевской массового убийства, согласно официальным данным, скончался в больнице в Германии.
Но в мае 2018 года на дом его родителей было совершено разбойное нападение. Налётчики жестоко пытали мать Луизу Юсуфовну, сестру Зарину и отца Мурата Ахеджака, видимо, совершенно безосновательно требуя сведений о местонахождении Сергея Цапка. 79-летняя мать вице-губернатора скончалась от травм в результате жестоких пыток. 9 мая дочь Саида не смогла связаться с родителями. Она приехала к ним домой и в ночь с 9 на 10 мая обнаружила мать мертвой, отца — со связанными пластиковым шнуром руками. На одной руке Казбека Исмаиловича началась гангрена — настолько сильно руки были сдавлены шнуром.
Председатель Госдумы РФ Борис Грызлов
18 ноября 2010 года. Борис Грызлов высказал мнение, что организаторов и пособников убийства 12 человек в станице Кущёвской могут судить по недавно обновлённой Госдумой 210 статье Уголовного кодекса. «Думаю, что будет возможность уголовное дело, которое возбуждено, направить по 210 статье Уголовного кодекса („Организация преступного сообщества“) с теми поправками, которые мы принимали», «В частности, это участие лиц, которые не напрямую принимают участие в разборках, а являются организаторами, посредниками», — отметил он. «У нас достаточно жёсткое наказание для таких лиц, которые просто допускали такую ситуацию. Я имею в виду лиц из числа руководителей разного уровня», — добавил Грызлов.
Глава МВД РФ Рашид Нургалиев
27 ноября 2010 года. Рашид Нургалиев провёл в субботу Всероссийское совещание, посвящённое вопросам активизации борьбы с преступностью, в том числе с её организованными формами. Основной темой совещания стало массовое убийство в Кущёвской.
22 февраля 2011 года. Рашид Нургалиев вручил отставному генералу Кучеруку медаль «За заслуги в управленческой деятельности» II степени.
3 марта 2011 года. Рашид Нургалиев отменил свой приказ о награждении Кучерука.
Председатель Следственного комитета Александр Бастрыкин
2 декабря 2010 года Александр Бастрыкин привлек к дисциплинарной ответственности ряд сотрудников следственного управления СК по Краснодарскому краю по итогам проверки после убийства 12 человек в станице Кущёвской.
8 декабря 2010 года. Александр Бастрыкин подписал приказ о наказании ряда руководящих сотрудников Следственного управления по Краснодарскому краю.
Генеральный прокурор РФ Юрий Чайка
3 декабря 2010 года Юрий Чайка поручил прокурорам проверить учёт и регистрацию преступлений по всей стране. Прокуроры также проверят полноту и объективность расследования уголовных дел, находящихся в производстве у следователей. В ходе проверки во всех регионах будет организован прием граждан.
И. о. начальника УФСБ РФ по Краснодарскому краю Сергей Широких
Огласку это событие получило из-за того, что в ходе (возможно, не первого и не единственного, так как огласка произошла только из-за случайного присутствия в это время в станице тележурналистов передачи «Жди меня») совершённого ОПГ цапковских массового убийства была истреблена семья ранее дружившего с Цапками и покровительствовавшего им представителя многочисленной и влиятельной в Турции общины крымских татар, и преступление не удалось свалить на чеченцев, которых «сдерживал» Аметов с помощью «цапковских», или других «гастролёров». Только поэтому им не удалось укрыться в Турции, бежавшие туда вернулись в Россию и сдались правоохранительным органам России. Однако 9 ноября 2010 года Сергей Широких заявил, что «В данном ужасном преступлении не обнаружено признаков национализма и терроризма, но для нас это является делом чести». Адвокат Сергея Цапка на суде над Цапком и его сообщниками позднее также подчёркивал, что не только не было никакого националистического мотива (Сергей Цапок сам был женат на мулатке), мотива «кровной мести», но не было вопреки показаниям Сергея Цапка досудебному следствию, от которых он отказался, подрыва Аметовым авторитета Сергея Цапка в станице и препятствий ведению бизнеса Сергеем Цапком и т. д. Согласно позиции адвоката и самого Сергея Цапка на суде, целью налёта на дом Аметова якобы был исключительно бизнесмен Владимир Мироненко, которого нападавшие, среди которых якобы Сергея Цапка не было, но были приехавшие, которым обвинений предъявлено не было, начали пытать, и за которого заступился по законам гостеприимства Сервер Аметов. Ни к Аметову, ни к его семье, ни к другим опасным свидетелям, видевших приезжих, никакой неприязни со стороны всех членов семьи Цапков, по заявлению адвокатов, не было ни по каким мотивам, не говоря уже о националистических. Адвокаты утверждали, что массовое убийство стало результатом эксцесса исполнителей, убивших Мироненко и убравших после этого свидетелей, хотя, по мнению газеты «Наша версия», у некоторых исполнителей могла быть и личная неприязнь к Аметову. Подсудимые намекали, что и Мироненко стал жертвой исключительно в интересах неких неназванных ими высокопоставленных сотрудников правоохранительных органов, а не собственного бизнеса Цапков. На долю компании «Астон», в которой работал Мироненко, приходилось около 10% российского экспорта зерновых культур и треть российского экспорта растительных масел в потребительском сегменте (бутилированная продукция).
Парламентская фракция КПРФ
9 декабря 2010 года. По требованию парламентской фракции КПРФ было возобновлено дело по факту исчезновения в Краснодарском крае депутата Юрия Полякова в 1996 году. Депутат Госдумы 1-го и 2-го созывов и председатель колхоза «Октябрь» станицы Старовеличковская Юрий Поляков предположительно был похищен и убит бандитами. КПРФ предложила проверить причастность кущёвской группировки к похищению Полякова.
Атаман Кубанского казачьего войска, вице-губернатор
Краснодарского края Николай Долуда
15 декабря 2010 года Николай Долуда заявил, что казачьи атаманы Кущёвского района косвенно виноваты в трагедии, случившейся в станице Кущёвская, так как вовремя не доложили о сложившейся там криминогенной ситуации.
Бывший начальник Кущёвского РОВД Виктор Бурносов
18 ноября 2010 года. Подавший в отставку бывший начальник Кущёвского РОВД Виктор Бурносов созвал журналистов на пресс-конференцию, где заявил, что тяжких и особо тяжких преступлений за год стало на 30% меньше, убийств — на 20%, преступлений с использованием огнестрельного оружия и изнасилований вообще в районе нет. А арестованный Сергей Цапок пользовался у него авторитетом. И не было в станице никакой ОПГ. «Цапок — это бывший депутат Кущёвского района. Полномочия у него истекли в марте этого года. О том, что они держат в страхе район, у нас информации не было», — рассказал бывший начальник Кущёвского РОВД Виктор Бурносов. Однако после приезда представителей из Москвы местные жители стали охотнее рассказывать о том, что творила местная банда. Оказалось, что преступная группа Сергея Цапка терроризировала станицу на протяжении 16 лет. Причём все это происходило на глазах и при полном попустительстве чиновников и милицейских начальников.

### Общественная реакция
23 ноября 2010 года. Анализ интернет-блогов по поводу госпитализации с нервными срывами лидера организованной преступной группировки (ОПГ) в станице Кущёвская Сергея Цапка и его матери, главы фирмы «Артекс-Агро» Надежды Цапок показывает неверие интернет-пользователей в совершение объективного суда над Цапками.
Никакого наказания Цапки не понесут — они же невменяемые. В худшем случае будут признаны невменяемыми.— 
Комментируя самоубийство фигуранта дела об убийстве 12 человек в станице Кущёвская Сергея Карпенко, который, по версии следствия, лично убил половину жертв, выясняется много странного. Это заставляет подозревать, что бандиту по кличке Рис-младший «помогли» свести счеты с жизнью. Теперь в Кущёвской задаются вопросом:
Кто предстанет перед судом? И какие реальные сроки получат? С ранее задержанного Сергея Цеповяза сняты подозрения в соучастии в убийстве 12 человек. На 4,5 года упрятан в воспитательную колонию член ОПГ Игорь Майданюк. Убийцы — на том свете. Не удивимся, если при таком раскладе и Цапок будет проходить по делу как свидетель.— 
Реакция на смерть одного из членов ОПГ «Цапковские» Виталия Иванова.
Никого не убеждает то, что Иванов в СИЗО пытался порезать себе вены, а при освидетельствовании после задержания прыгал на шкаф в Кущёвской больнице. «Это тёртый чел, такие себя насмерть не режут — ровно настолько, чтобы в больничку попасть».
Мать Иванова Елена Васильевна говорит, что дойдёт до президента: «Его убили. У нас все доказательства на руках, 350 фотографий. Гематомы огромные на висках, гематомы по всему телу, два ногтя содраны, ссадины на кончиках пальцев. Он сопротивлялся. О каком самоубийстве они говорят, как у них хватает совести говорить такое?»
Политик Алексей Навальный выступил с фактически обвинением главы края Ткачёва, а также партии «Единая Россия» в защите бандитов на примере Сергея Цеповяза, получившего наказание в виде штрафа, особо отметив тот факт, что «Цеповяз получил гораздо меньшее наказание, чем дают людям просто за видеосъёмку незаконно установленного забора губернаторской дачи Александра Ткачёва».

### Отставки
30 ноября 2010 года. Президент России Дмитрий Медведев в своём послании Федеральному собранию заявил, что принял решение об отставке начальника ГУВД Краснодарского края Сергея Кучерука. Поясняя своё решение, Дмитрий Медведев сказал: «Произошел целый ряд трагических событий, в результате которых погибли, были убиты наши граждане. Их причинами являются, в том числе, и расхлябанность в деятельности правоохранительных и других властных органов, зачастую их прямое сращивание с криминалом».
20 декабря 2010 года. За ненадлежащее исполнение своих обязанностей, выразившееся в грубом нарушении требований процессуального законодательства и судебной этики, к дисциплинарной ответственности в виде отстранения от должности привлечен председатель суда Кущёвского района Александр Яценко.
12 января 2011 года. Решением квалификационной коллегии судей Краснодарского края досрочно прекращены полномочия мировых судей Кущёвского района Николая Данильченко и Игоря Манило, которые неоднократно отказывали гражданам в приеме заявлений.
16 марта 2011 года. Дисциплинарное судебное присутствие восстановило в должности бывших мировых судей из станицы Кущевская Краснодарского края Игоря Манило и Николая Данильченко.
30 января, осуждённый за убийства в Кущевской член банды Цапка Андрей Быков обжаловал приговор. По словам гособвинителя Мурата Тамазова, осуждённый обжаловал приговор в связи с его суровостью — Быков был приговорён к 20 годам лишения свободы. В своем последнем слове Андрей Быков раскаялся в содеянном. Дело Андрея Быкова рассматривалось в особом порядке. Быкова обвинили в соучастии в совершении преступления в доме фермера Сервера Аметова. Дело Быкова выделено из основного уголовного дела.

## Выяснение в ходе расследования фактов о деятельности ОПГ «Цапковские»

### Преступная деятельность
15 ноября 2010 года. В правоохранительные органы поступает информация о многочисленных преступлениях преступной группировки, совершённых на протяжении 15 лет. По предположению следствия Сергей Цапок является главарём организованной преступной группировки. По данным журналистов членов банды местные жители называли «цапковскими».
16 ноября 2010 года. Всплыли дела банды Цапковских об изнасиловании 220 девушек, грабежах, нападениях, нанесении тяжких телесных повреждений, убийствах. Все эти дела были закрыты и во всех фигурировали члены банды Цапковские.
22 ноября 2010 года. В ходе расследования массового убийства в Кущёвской выяснилось, что в районе уже много лет действовала хорошо организованная банда, во главе которой стоял крупный землевладелец Сергей Цапок, среди его помощников был местный депутат. «По фактам преступлений, которые совершила преступная группировка в Кущёвской на протяжении десяти лет, будет работать отдельная следственная группа центрального аппарата и Краснодарского следственного управления, — заявил Бастрыкин. — Мы заинтересованы в том, чтобы не только это преступление было доказано в суде, но и преступная группировка ответила за те преступления, которые были совершены ранее».
2 декабря 2010 года. Полпред президента РФ в Северо-Кавказском федеральном округе, вице-премьер Александр Хлопонин считает, что угроза существования криминальных анклавов есть и в других регионах России, в частности, не только на Кавказе, но и в Сибири. «Надо внимательно следить за ситуацией, проверять поступающие сигналы, может быть, поднять и прежние дела», — считает он.
24 декабря 2010 года. Один из подозреваемых в массовом убийстве в Кущёвской Сергей Цапок стал фигурантом ещё одного уголовного дела — о вымогательстве у некоего Сергея Гондаря 10 000 рублей, совершенного 5 августа 2009 года.
14 января 2011 года. В отношении Сергея Цапка и Вячеслава Цеповяза возбуждено новое уголовное дело по факту покушения на убийство и хищении имущества жителя Кущёвской в 2008 году. «В рамках уголовного дела следователями и оперативными сотрудниками ГУВД Краснодарского края проведён ряд обысков, в ходе которых в доме Цеповяза изъято 9,6 миллиона рублей и большое количество золотых украшений», — заявил официальный представитель СК РФ Владимир Маркин.
16 ноября 2011 года. По данным следствия, член ОПГ, Андрей Быков (Бык), кроме «Кущёвского дела», в составе банды был причастен к убийству жителя станицы Крыловской Александра Иванова в 1998 году, фермеров Романа и Валерия Богачевых в 2003 году, в 2006 году — жителя станицы Кущёвской Леонида Кадяна. Кроме того, следствием также установлена причастность Быкова к покушению на убийство в 2005 году Леонида Кадяна, приготовлению к убийству частного предпринимателя Александра Строкуна, и другим особо тяжким преступлениям.

### Тренировка бойцов
13 ноября 2010 года. По сведению правоохранительных органов в посёлке Степной, расположенном неподалёку от станицы Кущёвской было обнаружено подворье, похожее на полигон для подготовки бойцов. Здесь могли тренироваться бойцы, непосредственно занимавшиеся рэкетом. Не исключено также, что там отрабатывались те приемы и удары, которыми были убиты Аметовы и их гости. По словам милиционеров, бандитов могли тренировать сотрудники спецподразделений или спецслужб.

### Бизнес
25 ноября 2010 года. Следователи изучают работу предприятия «Артекс Агро», принадлежащего матери Сергея Цапка.
6 декабря 2010 года. В отношении компании «Артекс-Агро» в станице Кущёвская, возглавляемой матерью Сергея Цапка, возбуждено уголовное дело по признакам состава преступления, предусмотренного ч. 4 ст. 159 УК РФ («Мошенничество совершенное организованной группой либо в особо крупном размере»). Было установлено, что «Артекс-Агро» из станицы Кущёвская, предоставив подложные сведения, получило в 2010 году из федерального и краевого бюджетов субсидии на сумму свыше 15 миллионов рублей.
8 декабря 2010 года. Выяснилось, что фирма «Артекс-Агро», возглавляемая матерью Сергея Цапка — Надеждой Цапок, использовала на своих землях рабский труд. Милицией были освобождены люди, принудительно трудившиеся на землях Артекс-Агро, количество освобождённых не сообщается. В 2009 году к следователям уже поступала информация об использовании фирмой Цапков рабского труда, но уголовные дела возбуждены не были.

### Сращивание с властными структурами
18 ноября 2010 года Генпрокурор России Юрий Чайка направил в регион специальную комиссию для проверки работы чиновников и правоохранительных органов по борьбе с преступностью, а также изучения приостановленных уголовных дел о тяжких и особо тяжких преступлений против личности, проверки работы исполнительной и муниципальной власти по обеспечению безопасности граждан и профилактике правонарушений. «В ходе проверки будет дана принципиальная оценка действиям должностных лиц дознания и следствия при рассмотрении обращений граждан и предпринимателей о нарушениях их законных прав и интересов, особенно сообщений и заявлений, содержащих сведения о посягательствах на их неприкосновенность, здоровье и жизнь», — сообщила ИТАР-ТАСС официальный представитель Генпрокуратуры Марина Гриднева. Глава МВД РФ Рашид Нургалиев направил в Краснодарский край комплексную бригаду МВД России для проверки работы местной милиции. Председатель Следственного комитета Бастрыкин поручил провести полномасштабную проверку законности принятых процессуальных решений по материалам о тяжких и особо тяжких преступлениях, совершенных в станице Кущёвской за последние годы. По результатам проверки будут приняты процессуальные решения, вплоть до возбуждения уголовных дел.
24 ноября 2010 года. Губернатор Краснодарского края Александр Ткачев на сессии законодательного собрания края заявил о связях Цапковской банды на краевом уровне. «Многие ниточки совершенного преступления ведут и на краевой уровень. Налицо предательство интересов края», — подчеркнул губернатор.
Прокуратурой Кубани выявлены грубые нарушения в деятельности Кущёвского районного отдела внутренних дел, в том числе факты сокрытия преступлений. Материалы прокурорской проверки направлены в следственное управление Следственного комитета при прокуратуре РФ по Краснодарскому краю для уголовно-правовой оценки действий должностных лиц Кущёвского РОВД при приёме и рассмотрении сообщений граждан.
1 декабря 2010 года комиссия Генпрокуратуры выявила грубые нарушения в работе правоохранительных органов Краснодарского края. Были выявлены многочисленные случаи, когда принимались незаконные решения о приостановлении и прекращении уголовных дел, в том числе в целях формирования «хорошей» статистики. Генпрокуратура поставила вопрос об отмене более 1,5 тысяч незаконных процессуальных решений и в восстановлении на учёт 242 сокрытых органами внутренних дел преступлений. Признаны незаконными 88 постановлений об отказе в возбуждении уголовного дела, которые были вынесены сотрудниками следственного управления Следственного комитета при прокуратуре РФ по Краснодарскому краю. Комиссия также потребовала возбудить более 10 уголовных дел об убийствах в случаях, когда люди пропадали без вести, передает ИТАР-ТАСС.
7 декабря 2010 года президент РФ Дмитрий Медведев поручил генпрокурору Юрию Чайке заняться видеообращением следователя кущёвской милиции Екатерины Рогоза, которое она разместила в интернете. В этом обращении следователь обращается с жалобой к президенту, что проверка деятельности правоохранительных органов в районе после убийства 12 человек в станице Кущёвская проводится формально, кроме того крупных руководителей силовых органов в ходе проверки выгораживают.
7 декабря 2010 года газета «Московский комсомолец» на примере победы цапковских над кущёвским «Комиссаром Каттани» бывшим начальником Кущёвского РОВД Павлом Корниенко показала, что на защиту цапковских всегда грудью вставали все силовые структуры, в том числе, чекисты, Следственный комитет, оборотни в самой милиции и т. д. Противников цапковских отправляли на лечение в психиатрические больницы, где они после принудительного лечения сходили с ума. В то же время большинство цапковских, получив справку о невменяемости и избавившись благодаря этому от преследования судом и следственными органами, ни в какие больницы не помещались, а до сих пор осуществляют психологическое давление на семьи жертв и на других свидетелей.
28 января 2011 года за укрывательство заявления матери малолетней девочки о том, что последняя подверглась сексуальному насилию, факт которого был выявлен в ходе проверки, возбуждено уголовное дело по ч.1 ст.285 УК РФ (злоупотребление должностными полномочиями) против начальника отделения по делам несовершеннолетних ОВД по Кущёвскому району Краснодарского края Татьяны Ремескевич. По заявлению официального представителя СК РФ Владимира Маркина, «следователями установлено, что в 2009 году Т. Ремескевич и иные должностные лица, получив сообщение о совершении в отношении малолетней особо тяжкого преступления против половой неприкосновенности, злоупотребляя должностными полномочиями, не приняли мер по привлечению к уголовной ответственности Владимира Алексеева по прозвищу Вова Беспредел, виновного в этом преступлении… Укрытое преступление в отношении малолетней в декабре 2010 года было выявлено СК РФ. Необходимо отметить, что несвоевременное реагирование на сообщение о преступлении со стороны сотрудников милиции даёт основания преступнику почувствовать свою безнаказанность и зачастую может повлечь за собой череду других преступлений. Если бы сотрудниками ОВД по Кущёвскому району по заявлению женщины было организовано проведение проверки и возбуждение уголовного дела, то своевременное привлечение к уголовной ответственности Алексеева, а также других членов ОПГ Цапка, о которых жители Кущёвской также неоднократно сообщали в правоохранительные органы района, могло бы предотвратить многие особо тяжкие преступления в районе».
1 декабря 2015 года «Новая газета» и Фонд борьбы с коррупцией Навального обвинили в сращивании с ОПГ «цапковских» семьи заместителей Генерального прокурора РФ Геннадия Лопатина и (правда, уже бывшего) Алексея Староверова. Соучредительницей ООО «Сахар Кубани» была Надежда Староверова — супруга Алексея Староверова, возглавлявшего управление делами Генпрокуратуры. Староверов был отстранён от работы, а в декабре 2014 года уволился по собственному желанию после того, как в его особняке обнаружили членов так называемой банды «ГТА».
В соответствии с данными ЕГРЮЛ, бывшая жена действующего заместителя генерального прокурора Ольга Лопатина владела частью компании «Сахар Кубани» вместе с жёнами Сергея Цапка и Вячеслава Цеповяза. Стало понятно, почему, хотя федеральная пресса сообщала о цапковских в начале 2000-х годов, никто на это не реагировал. Это объясняется мощнейшими связями с органами власти, с органами правопорядка, в частности, с прокуратурой, о чём свидетельствуют прослушки, опубликованные «Новой газетой» несколько лет назад. У случайных людей не может быть бизнеса с жёнами двух заместителей генерального прокурора, заявил сотрудник ФБК Георгий Албуров.
В 2009 году против Сергея Цапка возбудили дело за избиение сотрудника милиции, однако постановление было отменено лично прокурором края. Коржиненка называет своим учеником советник генпрокурора генерал юстиции Альбина Ковалёва, под началом которой он долго работал в Иркутске. Ковалёва является другом семьи Чаек, вместе с Юрием Чайкой они долго работали в прокуратуре Иркутской области. Ольга Лопатина отрицает наличие совместного бизнеса с цапковскими. «Ко всем людям должно быть одинаковое отношение», — ответил Патрушев на вопрос телеканала «Дождь», надо ли проводить проверки в отношении генерального прокурора и его семьи. Пресс-секретарь президента Дмитрий Песков отметил, что вся информация, содержащаяся в расследовании ФБК и «Новой газеты», стала известна администрации Президента ещё в июне, но скомпрометированы только совершеннолетние сыновья Чайки и чайковские, но не сам Юрий Васильевич. Отношения чайковских и цапковских Песков не комментировал.

## Попутное раскрытие других преступлений
17 ноября 2010 года. Следственный комитет начал полномасштабную проверку по материалам обо всех тяжких преступлениях, совершённых за последние годы в станице Кущёвская.
30 ноября 2010 года. Арестован Вадим Палкин, подозреваемый в убийстве главы Кущёвского района Краснодарского края Бориса Москвича, совершённом 31 января 2002 года. Арестованный является сыном бывшего главы администрации Кущёвского района Валерия Палкина, место которого в 2000 году занял Борис Москвич.
27 января 2011 года. По сообщению руководителя Следственного управления Следственного комитета России по Краснодарскому краю Виталия Ткачёва, все 12 уголовных дел, возбуждённых по преступлениям последних лет в станице Кущёвская, раскрыты. Последним из них стало убийство девушки, совершённое в мае 2002 года, в котором также подозревается Вадим Палкин, обвиняемый также в убийстве брата Сергея Цапка — Николая.
29 августа 2011 года. Возбуждено уголовное дело по факту создания организованной преступной группировки, в которую входили Вадим Палкин и Дмитрий Девтеров, создавшие её в 2001 году, а также Игорь Погосян, Александр Шаль и Александр Мамаев. Все подозреваемые, кроме Мамаева, содержатся под стражей.
7 июня 2013 года. В краевом суде присяжные полностью оправдали Вадима Палкина. Его обвиняли в убийстве основателя Кущевской банды Николая Цапка и экс-главы Кущевского района Бориса Москвича. Кроме Палкина, на скамье подсудимых присутствовали ещё трое фигурантов дела, они также были оправданы и освобождены из-под стражи.
19 июня 2013 года. Краевой суд подтвердил приговор коллегии присяжных по делу Вадима Палкина, жителя Кущёвской. Оправданы также ещё трое станичников, которые, по версии прокуратуры, являлись его сообщниками. Вадима Палкина, Дмитрия Девтерова, Александра Шаля и Игоря Погосяна обвиняли в убийстве главы Кущевского района Бориса Москвича и старшего брата Сергея Цапка Николая, а также в незаконном обороте оружия и боеприпасов. Коллегия присяжных 7 июня решила, что у Палкина и его знакомых не было мотивов для совершения убийств, в связи с чем подсудимых полностью оправдали.
30 сентября 2013 года. Верховный суд России оставил без изменений приговор краснодарского судьи по делу Вадима Палкина. Житель станицы Кущёвской и несколько его знакомых подозревались в участии в организованной преступной группировке, в двух убийствах и одном покушении. В частности, следствие предполагало, что именно банда Палкина повинна в гибели экс-главы Кущёвского района Бориса Москвича и старшего брата Сергея Цапка — Николая.
19 июня 2013 года суд присяжных вынес оправдательный приговор всем подсудимым. Вадим Палкин, Дмитрий Девтеров, Александр Шаль и Игорь Погосян были отпущены на свободу из зала суда. Однако обвинение с таким приговором не согласилось, заявив, что в ходе судебного разбирательства были допущены нарушения Уголовно-процессуального кодекса. Обжалование было подано в Верховный Суд России. После рассмотрения жалобы Верховный Суд пришёл к выводу, что приговор был правомерным.
20 июня 2011 года. По сообщению главы Кущёвского района Владимира Ханбекова на встрече с губернатором Кубани, в Кущёвском районе было раскрыто 60 преступлений прошлых лет.
16 декабря 2011 года. Появилась информация о наличии признательных показаний членов банды об убийстве в Ростовской области в июле 2009 года нижегородского спецназовца Дмитрия Чудакова с семьёй.
После того, как в июне 2015 года Администрации президента стало известно о связях цапковских и чайковских, появились новые публикации.
1 октября 2015 года сообщили о попытке похищения и убийства Александра Строкуна.
В апреле 2016 года по решению суда был условно-досрочному освобождён из колонии на 2 года и 8 месяцев раньше срока и вернулся в Кущевскую, по уверениям местных жителей, крёстный отец цапковских, якобы защищавший с их помощью военный аэродром близ станицы от возможных террористов и экстремистов из сомневающихся в авторитете народного депутата Сергея Цапка, бывший руководитель подразделения Центра по противодействию экстремизму ГУВД Краснодарского края в станице Кущёвской, а ранее — начальник межрайонного УБОП Александр Ходыч, осуждённый за превышение должностных полномочий. 24 ноября 2010 года генеральная прокуратура сообщила о грубых нарушениях, выявленных в деятельности Кущёвского РОВД, в том числе об укрытии преступлений цапковских. В тот же день Ходыч был задержан. По версии Генпрокуратуры, весной 2008 года, работая в межрайонном УБОП в Тихорецке, он несколько раз посещал находившегося в следственном изоляторе подозревавшегося в невыплате зарплаты сотрудникам и незаконном получении кредита директора кущёвского ООО «Агроюгинвест» Николая Гордика. Суд посчитал доказанным, что милиционеру удалось убедить предпринимателя в том, что он за взятку может закрыть уголовное дело. В результате Николай Гордик написал расписку о том, что якобы добровольно переуступает Александру Ходычу право требования долга в сумме 3 млн руб. у кущёвского предпринимателя Александра Исюка. По версии обвинения, Исюк, оказавшись не в состоянии выплатить милиционеру всю сумму наличными, попытался по требованию Александра Ходыча приобрести для погашения долга автомобиль Audi Q7, но в итоге расплатился собственным автомобилем Infiniti G35. Как считает обвинение, автомобиль стоил 970 тыс. руб., хотя сам Гордик утверждал, что Ходыч требовал от него также уступить весь бизнес Фёдору Стрельцову -финансовому гению Сергея Цапка. Две женщины — ректор расположенного в станице Северо-Кубанского гуманитарно-технологического института Галина Крошка и его сотрудница — в результате действий Ходыча по их задержанию и содержанию под арестом за экстремистские жалобы на групповые изнасилования цапковскими студенток вуза навсегда превратились в инвалидов: одна стала душевнобольной, а другая ослепла. (Хотя впервые проявившаяся во время длительного ареста, когда им не оказывали необходимую помощь, болезнь их закрепилась и стала, по мнению врачей, необратимой уже в местах заключения). Но и до сих пор официальная точка зрения — женщины инстинктивно почувствовали, как сжимается с помощью, пусть и оказавшегося неуравновешенным, но опытного педагога и социолога Сергея Цапка милицейское кольцо вокруг стремления студенток получить липовые дипломы, чему и помешали изнасилования и бегство студенток из Кущёвской от стыда, и из чувства мести сами подговорили юношей и девушек направлять экстремистские коллективные жалобы на удовольствия, по взаимному согласию с цапковскими полученные студентками со всей Кубани и из других регионов России, к тому же обоснованные в диссертации Сергея Цапка как социогуманитарные технологии распространения на всю Россию нужных девушкам России ещё до замужества опыта и ценностей половой жизни одной большой патриархальной семьи современных сельских жителей. До сих пор, несмотря на официальную версию о том, что Сергей Викторович так эффективно боролся со стремлением изнасилованных цапковскими девушек получить липовый диплом, нет объяснения тому, что уголовное дело против сотрудниц института, якобы привлекавших несовершеннолетних девушек на обучение обещанием выдать им липовые дипломы, было возбуждено только спустя 4 месяца после того, как по просьбе ректора Галины Крошки, разославшей заявление с подписями 170 студентов в средства массовой информации, ГУВД и прокуратуру Краснодарского края, было возбуждено 11 уголовных дел в отношении сотрудников милиции, крышевавших вопиющие преступления цапковских против сексуальной неприкосновенности несовершеннолетних. В результате действий Крошки начальника милиции Финько перевели в Обинский район, прокурора Кваснюка — в аппарат краевой прокуратуры. До сих пор ни по одному уголовному дела против цапковских официально не были вскрыты экономические мотивы: земля и имущество убитых, исчезнувших или бежавших захватывались цапковскими и местной властью, а на финансовые интересы цапков прямо указывали и показания свидетелей. Признание мотивом преступлений не «сумасшествия» цапковских, «подтверждаемого обосновывающей преступления цапковских и необходимость распространения „семейного“ насилия и групповых изнасилований на всю территорию России диссертацией Сергея Цапка» и его безумным утверждением, что его диссертация и её практическое внедрение отражают идеологию партии «Единая Россия», как это фактически происходит сейчас, а экономической заинтересованности цапковских и тех, кто их покрывал, серьёзно поменяло бы всю структуру дела. Можно было бы выявить, кто занимался моментальной регистрацией сделок и переоформлением земельных паёв, кто — и почему — принимал решения о баснословных кредитах, поднимавших подцапковские фирмы, и кредитах, становившихся поводом для рейдерства цапковских, кто фабриковал дела против сопротивлявшихся рейдерству и поборам жителей Кущёвского и Ленинградского районов Краснодарского края. Этого сделано не было, и, вероятно, никогда не будет сделано. Ходыч тоже считает все подобные обвинения клеветой, так как отрицает все связи с цапковскими, тем более — попытки конфискации в их пользу имущества «всех подрывавших авторитет народного депутата Цапка экстремистов Кущёвской», поскольку вообще, по его утверждениям, никогда не дружил с Цапком (но дружил с Генеральной прокуратурой?). Действительно, в отличие от других связанных с этим делом силовиков, всегда бывших исключительно на стороне цапковских, он регулярно собирал с населения деньги не только Цапку на день рождения или по его просьбе, но и на борьбу с цапковскими. 26 ноября 2010 года А. Ходыч был арестован. 18 апреля 2012 года он был осуждён на 8 лет лишения свободы. Александр Ходыч, ставший единственным силовиком, отсидевшим в связи с этим делом, в то время как остальные силовики не понесли наказание, а многие даже вообще не были допрошены при значительно большей, по мнению жителей станицы, ответственности за деятельность цапковских, уже предъявил различным СМИ иски на более чем 20 млн рублей.
23 августа 2016 года против судьи Арбитражного суда Ростовской области Светланы Мартыновой возбуждено уголовное дело по подозрению в мошенничестве в особо крупном размере. По версии следствия, в 2011 году судья предложила оказать содействие в приобретении прав на землю сельскохозяйственного назначения, расположенную в Кущёвском районе и принадлежащую фирме Надежды Цапок, двум ростовским предпринимателям. Предприниматели передали судье часть оговоренной суммы (40 млн рублей), однако Мартынова передала акции фирмы, которой перешли права на землю, своим родственникам и знакомым. Мартынова обещала помочь семье той же самой Анны Данько в восстановлении прав, нарушенных цапковскими в интересах Хахалевой. После этого Данько и другие кущевские пайщики должны были отказаться от сдачи в аренду своих паев цапковской фирме «Артекс-Агро» и начать работать с серьёзными ростовскими инвесторами, которые планировали внести существенные средства в развитие Кущевского района. За данные посреднические услуги Мартыновой было передано 42 млн рублей, включая 20 млн руб., которые Анна Данько должна оплатить бывшим собственникам земли в качестве компенсации. Осенью 2011 года Кущевский районный суд принял ряд прецедентных решений, вернув 5 тысяч га земли пенсионерке Анне Данько, чьи права ранее были грубо нарушены семьей Цапков в интересах Хахалевой, а также признав незаконным право аренды цапковского ООО «Артекс-Агро» на 13 тысяч га земли. После этого пайщики проголосовали за передачу этой земли в аренду до 2027 года новому предприятию — ЗАО «Маяк», участниками которого стали Анна Данько и родственники Мартыновой. В дальнейшем акции ЗАО «Маяк» должны были перейти к ростовским инвесторам. Но Мартынова свои обязательства не выполнила, а денежные средства присвоила. В результате новый арендатор кущевской земли ЗАО «Маяк» оказался под контролем не инвесторов, а родственников Мартыновой. Они передали землю обратно Фёдору Стрельцову — доверенному лицу Сергея Цапка и Елены Хахалевой, которого следственной группе, расследовавшей массовое убийство, удалось успешно «отмазать». В связи с активизацией срывающих весенний сев и подрывающих продовольственную безопасность России, безопасность функционирования в Краснодарском крае объектов оборонной и транспортной инфраструктуры рейдерских захватов земель Краснодарского края оставшимися на свободе членами ОПГ и их кураторами население Краснодарского края требует провести честное беспристрастное расследование массового убийства и всей деятельности ОПГ «Цапковские», тесно связанной с правоохранительными органами и спецслужбами РФ и зарубежных стран. В своё время Генпрокуратурой, куда входил тогда и Следственный комитет, был поставлен вопрос об отмене более 1,5 тысячи незаконных процессуальных решений и постановке на учёт 242 сокрытых органами внутренних дел преступлений. Признано незаконными около сотни постановлений об отказе в возбуждении уголовного дела. Комиссия по расследованию массового убийства потребовала также завести более десяти уголовных дел об убийствах в случаях, когда люди пропадали без вести. Но и после всего этого, через почти 8 лет после массового убийства людей в станице Кущёвской, цапковские по-прежнему всё так же убивают. И по-прежнему правоохранительные органы объявляют это «бытовухой». Все жалобы возвращаются цапковским и их кураторам, считающим Кущёвскую своей вотчиной, а станичников — своими холопами, которых господа имеют право бить и убить, причём государство возвращает беглых холопов господам.

## В кинематографе
Событиях в станице Кущёвской получили художественное отражение в телесериале «Станица» (2013, реж. В. Шевельков, сц. В. Москаленко); премьера сериала состоялась сначала в сентябре 2013 года на Украине, а в октябре в России на Первом канале.
Дело банды Цапка также нашло также отражение в сериалах и фильмах:
- «Важняк»
- «След»
- «Отдельное поручение»
- «Братаны» (3 сезон)
- «Братство Десанта»
- «Иерей-сан»
- «Карпов» (3 сезон)
- «Топи».